# Schizoretepora dentata
Schizoretepora dentata är en mossdjursart som först beskrevs av Calvet 1931.  Schizoretepora dentata ingår i släktet Schizoretepora och familjen Phidoloporidae. Inga underarter finns listade i Catalogue of Life.